# Боголюбка
Боголюбка — деревня в Суздальском районе Владимирской области России, входит в состав Новоалександровского сельского поселения.

## География
Деревня расположена на берегу реки Рпень в 13 км на юго-восток от центра поселения села Новоалександрово и в 2 км от северной окраины Владимира.

## История
В конце XIX — начале XX века деревня входила в состав Слободской волости Владимирского уезда, с 1924 года — в составе Владимирской волости. В 1859 году в деревне числилось 12 дворов, в 1905 году — 24 дворов, в 1926 году — 28 хозяйств.
С 1929 года деревня входила в состав Сущевского сельсовета Владимирского района, с 1940 года — в составе Сеславского сельсовета, с 1959 года — в составе Сновицкого сельсовета, с 1965 года — в составе Суздальского района.

## Население
| 1859 | 1905 | 1926 |
| ---- | ---- | ---- |
| 75   | 135  | 148  |

| 1859 | 1905 | 1926 | 2002 | 2010 | 2021 |
| ---- | ---- | ---- | ---- | ---- | ---- |
| 75   | ↗135 | ↗148 | ↘55  | ↗98  | ↘96  |